# كريس ماريرو
كريس ماريرو (بالإنجليزية: Chris Marrero) هو لاعب كرة قاعدة أمريكي، ولد في 2 يوليو 1988 في ميامي في الولايات المتحدة.

## وصلات خارجية
- كريس ماريرو على موقع دوري كرة القاعدة الرئيسي (الإنجليزية)
- كريس ماريرو على موقع الدوري الياباني لكرة القاعدة (الإنجليزية)
- كريس ماريرو على موقعبيزبول رفرنس.كوم (الدوري الرئيسي) (الإنجليزية)
- كريس ماريرو على موقعبيزبول رفرنس.كوم (الدوري الثانوي) (الإنجليزية)
- كريس ماريرو على موقع إي إس بي إن.كوم (أم.أل.بي) (الإنجليزية)
- كريس ماريرو على موقع مشجعي الرسوم البيانية (الإنجليزية)